# Joseph Huber
François Joseph Huber (ur. 24 września 1893 w Miluzie, zm. 18 stycznia 1976 w Pfastatt) – francuski gimnastyk, medalista olimpijski.
W 1924 r. reprezentował barwy Francji na letnich igrzyskach olimpijskich w Paryżu, zdobywając srebrny medal w wieloboju drużynowym. Startował również w konkurencjach indywidualnych, najlepszy wynik (18. miejsce) osiągając w skoku przez konia wszerz (w końcowej klasyfikacji wieloboju indywidualnego zajął 39. miejsce).